# Козарсько
Коза́рсько (болг. Козарско) — село в Пазарджицькій області Болгарії. Входить до складу общини Брацигово.

## Населення
За даними перепису населення 2011 року у селі проживали 956 осіб.
Національний склад населення села:
| Національність   | Кількість осіб | Відсоток |
| ---------------- | -------------- | -------- |
| болгари          | 940            | 98,9%    |
| турки            | 9              | 0,9%     |
| не визначились   | 0              | 0%       |
| Всього відповіли | 950            |          |

Розподіл населення за віком у 2011 році:
Динаміка населення: